# الفن المعاصر في مصر
يشير الفن المعاصر في مصر إلى الفنون البصرية، بما في ذلك التركيبات، ومقاطع الفيديو، واللوحات، أو المنحوتات، التي تم ابداعها في اطار المشهد الفني المصري. وعلى الرغم من أن المشهد الفني المعاصر يتركز بشكل رئيسي في القاهرة والإسكندرية فقط، الا انه يتطور بسرعة مع ظهور مساحات عرض للفنانين، وبفضل الدعم من الجمهور أو من الجهات الخارجية. ويستخدم العديد من الفنانين المصريين المشهد الفني المصري المعاصر كنقطة انطلاق نحو المشهد الفني العالمي.

## تاريخ
ورغم أن الفن المصري المعاصر كان يركز دائما على الجوانب الجيوسياسية المحلية، إلا أنه كانت هناك بوضوح بعض المراحل والتجارب التي أبرزت جوانب أخرى في أعمال الفنانين المصريين المعاصرين.

### جيل الرواد والفن الحديث: 1920-1956
كان هذا العصر بمثابة المرحلة التأسيسية للفن المعاصر في مصر. كان أغلب مثقفي مصر في النصف الأول من القرن العشرين يرتدادون مدارس أجنبية، سواء كانت داخل مصر أو خارجها ( أوروبا في اغلب الاحيان)، وكان الرواد يتجهون إلى التقاليد الأوروبية. ورغم ظهور الفن الحديث المصري متأخراً- ويرجع ذلك إلى الحظر الإسلامي للفن التشكيلي - إلا أن الفن المصري المعاصر ركز بقوة على الجانب الوطني. ومن خلال التاريخ والتقاليد والثقافة الوطنية، ظهر جل الفنانون المعاصرون بشكل رئيسي في مدينتي القاهرة والإسكندرية.
خلال تلك السنوات بدأ الفن المصري الحديث، والذي تم تأسيسه من عبر إنشاء مدرسة الأمير يوسف كامل للفنون في عام 1908، في التوجه نحو تكوين أكثر معاصرة، مما ساهم في ولادة الفن المصري المعاصر الذي نعيشه.
الفنانين الرئيسيين :
- محمد ناجي[3]
- محمود مختار (1891–1934)
- رامي أسعد
- راغب عياد[4] (1892–1982)

تتميز هذه الفترة بالعديد من الأحداث. أولاً، كان لقيام دولة إسرائيل في عام 1948، وما تلاها من حروب، تأثير على معنويات الفنانين المصريين. كما ساهم تولي الرئيس جمال عبد الناصر او ناصر الرئاسة دوراً في تحول المشهد الفني المعاصر في مصر.
النتيجة الأولى كانت الانفصال عن الغرب بالنسبة للكثير من الفنانين المصريين. وهذا نتيجة للدعم العكسي الذي قدمه الغرب أثناء إنشاء دولة إسرائيل. ومن ثم بدأ يأخذ الفن المعاصر تأثيره من القضية الفلسطينية الصاعدة.
وكان لرئاسة ناصر تأثير قوي أيضًا. فإلى جانب الفن المتضامن بشكل متزايد، بدأ الفنانون المعاصرون في التعبير من خلال أعمالهم الفنية عن القومية العربية التي سعى ناصر إلى ترسيخها. وقد كان الموضوع الرئيسي في تلك الحقبة هو الوحدة العربية، ليس فقط من خلال القضية الفلسطينية، بل أيضًا من خلال انتشار الفن المعاصر وتوسّعه في العالم العربي. وشهدت مراحل الفن المعاصر خلال هذه الفترة انتقالًا من التأثر بالغرب إلى التأثر بالثقافة العربية المشتركة..
الفنانين الرئيسيين :
- عبد الهادي الجزار (1925–1966)
- إنجي أفلاطون (1924-1989)
- كمال أمين (1923–1979)

### 1970–2000 :عودة ظهور الجوانب الإسلامية
تولى الرئيس أنور السادات الحكم في عام 1970، ولمواجهة الجناح اليساري الاشتراكي المرتبط بالناصرية، سمح بعودة التيار الإسلامي السياسي إلى المشهد العام. وفي الفترة نفسها، شهد الفن المعاصر ظهور مظاهر إسلامية في الأعمال، أحياناً أقوى من الاجتماعية والسياسية، من خلال إدخال الخط العربي، أو الأعمال التي تصور الأحداث التاريخية خاصة الإسلامية.
وكان الجانب الإقليمي أقوى، فكانت الثقافة العربية الإقليمية مصدر إلهام للفنانين التشكيليين. كذلك لعب ظهور المظاهر الإسلامية دوراً في تعزيز الشعور القومي العربي.
الفنانين الرئيسيين :
- طه حسين[6] (1929 -... )
- عطية مصطفى

### الفترة 2000-2011
في عام 1998، تم إطلاق جاليري تاون هاوس، وهو ما مثّل بداية عهد جديد في مسار الفن المصري المعاصر، قائم على إرادة ديمقراطية تتيح الفن لأي جمهور. وبدأت تظهر وسائط فنية جديدة، مثل الفيديو والتركيبات في الفضاء، كما ازداد عدد المساحات الفنية الحرة والمفتوحة، لا سيما في مدينتي القاهرة والإسكندرية.
ومع ذلك، لا يزال هذا التطور في الفن المصري المعاصر يواجه تحديات عدة، منها الرقابة الحكومية، ونقص التمويل من الجهات الرسمية، بالإضافة إلى تأثير القائمين على المتاحف الأجنبية في اختيار الأعمال المعروضة.

## الفنون المصرية بعد ثورة 2011
بشّرت الثورة المصرية عام 2011، وسقوط الرئيس السابق حسني مبارك، بعصر جديد من الفنون يعكس البيئة الاجتماعية والسياسية المتغيّرة. فقد أثارت الثورة ما يمكن وصفه بثقافة عامة جديدة. ومنذ بداية الثورة، لعب الفنانون دورًا مهمًا في الاحتجاجات. كما ظهرت العديد من أنواع الفنون مثل فن الشارع والموسيقى وما يسمى بالموسيقى الشعبية الإلكترونية أو الشعبية التقنية. استخدم الفنانون الفن لتوثيق وتجسيد لب الثورة. كما قاموا أيضًا بنشر فنونهم عبر الإنترنت وشبكات التواصل الاجتماعي. تعد الكتابة على الجدران والأغاني السياسية من بين الأدوات الأكثر قوة في الثقافة العامة الجديدة.

### الكتابة على الجدران
تعود كلمة ‘جرافيتي’ إلى الأصل اليوناني ‘Graphien’، والذي يعني ‘الكتابة’. ويُعرَّف فن الجرافيتي اليوم بأنه ‘عملية الكتابة أو الرسم على الجدران بهدف إيصال رسائل إلى عامة الناس’. في مصر، يعود تاريخ فن الجرافيتي إلى العصر الفرعوني عندما كان المصريون يوثقون حياتهم اليومية على جدران المعابد. في مصر الحديثة، وفي عهد مبارك، كان الرسم على الجدران غير قانوني ويصنف على أنه "جنحة".
قبل ثورة 2011، كان فن الجرافيتي يُستخدم كوسيلة لاستعادة المساحة العامة، من خلال تشجيع التبادل الثقافي والاجتماعي الإيجابي. كانت معظم رسومات الجرافيتي قبل الثورة تتضمن عبارات دينية، أو إعلانات، أو تصريحات ذات طابع رومانسي، وذلك رغم وجود فنانَين حضريين كانا نشطَين بالفعل في ذلك الوقت. نشأت فكرة "الجرافيتي الثوري" في مصر خلال الأيام الأولى للثورة عندما قام المتظاهرون المصريون بنقل رسائل سياسية غير خاضعة للرقابة ضد نظام مبارك. منذ الإطاحة بمبارك، أصبح فن الجرافيتي قناة إعلامية بديلة، حيث يوثق الأحداث السياسية المختلفة التي تجري في البلاد ويكرم النشطاء الذين ماتوا. تحولت بعض الشوارع داخل القاهرة وخارجها إلى مراكز لفن الجرافيتي مثل شارع محمد محمود بالقاهرة وشارع الجمهورية بأسيوط.
في الوقت نفسه، عكس فن الجرافيتي الجدل السياسي الحاد الذي شهدته مصر بعد الثورة وخلال فترة حكم الإخوان المسلمين. من ناحية أخرى، تحوّلت الشوارع المحيطة بميدان التحرير إلى معرض مفتوح لرسوم الجرافيتي المناهضة للنظام آنذاك، حيث وُجّهت انتقادات للرئيس محمد مرسي بسبب فشله في إصلاح أوضاع البلاد بعد الثورة، ولتعزيزه السلطة في أيدي جماعة الإخوان المسلمين. ومن ناحية أخرى، في بعض الأحياء داخل القاهرة وأسيوط، لا توجد على جدران الشوارع سوى كتابات مؤيدة لمرسي.
يسعى فنانو الجرافيتي في مصر أيضًا إلى رفع الوعي حول قضايا اجتماعية وسياسية متعددة، مثل الفساد، والفقر، وغسل الأدمغة عبر وسائل الإعلام، بالإضافة إلى التحرش الجنسي. وعلاوة على ذلك، يستخدم هؤلاء الفنانون الجرافيتي كأداة لتجميل المناطق العشوائية في القاهرة، واستعادة شعور السكان بالملكية، والفخر، والأمل
تمثّل رسومات الجرافيتي المصرية المعاصرة منتجات ثقافية معقدة لمجتمع حضري واعٍ بذاته، يجد نفسه عند مفترق طرق. وتشير أورسولا ليندسي إلى أن الثورة ‘ساهمت في تسريع تقدير ثقافة الشباب الناشئة في مصر، إلى جانب فنانيها “المستقلين” و”السرّيّين. تزم فنانو الجرافيتي بالتعبير الحر عن أنفسهم، والانخراط في حوار مدني مع المجتمع، واستعادة المساحات العامة التي حُرم منها المصريون في ظل النظام الاستبدادي السابق. وتُظهر المجموعة الواسعة من رسومات الجرافيتي المتاحة نسبةً كبيرة من الصور ذات الطابع الوطني والجندري، التي تسلط الضوء على قضايا سياسية واجتماعية تمس مختلف شرائح المجتمع المصري. ومن خلال فن الجرافيتي وصوره الرمزية، يمكننا أن نرصد كيف يعيد المصريون بناء رموزهم الوطنية، ويخلّدون أحداث الثورة؛ ليس فقط من خلال الحفاظ على ذكراها، بل عبر تحويلها إلى رموز لهويتهم الوطنية. كما تشير سوزان فيليبس "إذا كان فن الجرافيتي نافذة على ثقافة ما (...) فهو نفس النافذة التي يستخدمها الناس للنظر إلى أنفسهم أثناء قيامهم ببناء المبادئ التوجيهية واهتمامات حياتهم بشكل نشط".كشف لنا فن الجرافيتي في شوارع القاهرة أن المجتمع المصري في مرحلة ما بعد الثورة يثمّن ماضيه، القريب والبعيد، ويعتز بتراثه الثقافي المرتبط ارتباطًا وثيقًا بهويته. ومع ذلك، وباعتبارها شاهدة على التحولات الاجتماعية والسياسية الكبرى، تساهم جدران القاهرة في تحويل الفاعلين في الثورة إلى رموز للتماسك والتعبئة، مع الحفاظ على ذكراهم حيّة، وتعزيز القضايا الاجتماعية والسياسية التي ناضلوا من أجلها.

#### فناني الجرافيتي
- علاء عوض
- آية طارق
- تشيكو
- إل تنين
- جنزير
- كايزر
- ألوية الموناليزا
- الزفت[22]

تهدف الأغاني السياسية إلى تحريك الجماهير وتوحيدها في لحظات مشحونة، وهي الحالة التي أطلق عليها عالِم الاجتماع إميل دوركهايم اسم ‘الفوران الجماعي’. لطالما لعبت الأغنية السياسية المصرية دورًا حاسمًا في تحفيز الجمهور على المشاركة السياسية. على سبيل المثال، تشير أغنية ‘بورسعيد الوطنية’، التي قدمتها فرقة الطنبورة، إلى أزمة السويس عام 1956، عندما غزت إسرائيل وفرنسا والمملكة المتحدة مصر عقب قرار الرئيس جمال عبد الناصر تأميم قناة السويس. وتُعد فرقة الطنبورة، التي أسسها زكريا أحمد عام 1978 في مدينة بورسعيد، إحدى الفرق الموسيقية الشعبية التي قدّمت مجموعة من الأغاني الوطنية في مراحل سياسية وزمنية مختلفة.
لا يمكن الحديث عن الأغاني السياسية المصرية بعد ثورة 25 يناير دون التذكير بالدور الذي لعبه الفنان الرائد الشيخ إمام في السياسة في السبعينيات والثمانينيات. "يعتبر الشيخ إمام أحد الركائز الأساسية للأغنية السياسية العربية التي حفزت آلاف العمال والمثقفين المتمردين على العصور المنحطة والطامحين إلى غد أفضل."دما التقى الشيخ إمام بالشاعر أحمد فؤاد نجم في عام 1962، شكّلا معًا ثنائيًا مؤثرًا أسهم في تطوير الأغنية السياسية الشعبية في مصر. ومع نكسة عام 1967، عبّر هذا الثنائي من خلال أعمالهما عن وقع الهزيمة العربية، فظهرت أغنيات ثورية مثل مصر يا بهية، شاهِد قصورك، غيفارا، الفلاحين، ومرّ الكلام. وقد تميزت موسيقى الشيخ إمام بطابع شمولي جعل من أغنياته السياسية رسائل تتجاوز حدودها الجغرافية.
كما ساهم عدد من كبار المطربين المصريين في ترسيخ الأغنية السياسية، مثل أم كلثوم وعبد الحليم حافظ، إلى جانب محمد عبد الوهاب الذي لحّن أغنية الوطن الأكبر عام 1960 احتفالًا باتحاد مصر وسوريا في إطار الجمهورية العربية المتحدة.
في عام 2011، شهدت مصر موجة جديدة ومتميزة من الأغاني السياسية، كان أبطالها مطربين شباب غير معروفين آنذاك، إلى جانب فرق موسيقية مستقلة نشطت في المشهد الفني تحت الأرض. لعب هؤلاء الفنانون دورًا كبيرًا في رفع معنويات المتظاهرين والحفاظ على زخم ثورة الأيام الثمانية عشر.
هزّت أصوات مثل رامي عصام، وأمير عيد، وهاني عادل، ورامي دونجوان، إلى جانب فرق مثل إسكندريلا، ميدان التحرير بأغانيهم الثورية وموسيقاهم المؤثرة. ولا يزال هؤلاء الفنانون يواصلون طرح القضايا الاجتماعية والسياسية المصرية في أعمالهم الغنائية، مؤكدين استمرار الفن كأداة للنقد والتغيير.
هناك نوع موسيقي ناشئ ومؤثر في الموسيقى المصرية المعاصرة يُعرف باسم ‘المهرجانات’، وقد نشأ في أحياء الطبقة العاملة، وخصوصًا في المناطق العشوائية على أطراف القاهرة والإسكندرية. بدأ هذا اللون الغنائي بالظهور على منصة يوتيوب عام 2007، وسرعان ما حاز شعبية هائلة بين الأجيال الشابة من المصريين.
وخلال السنوات الأخيرة، تجاوزت موسيقى المهرجانات حدود مصر، واكتسبت انتشارًا دوليًا ملحوظًا من خلال جولات فنية في الخارج، وتعاونات مع فنانين إلكترونيين من أوروبا، مما منحها حضورًا عالميًا غير مسبوق. وقد أطلق على الموسيقى أيضًا اسم تكنو شعبي أو إليكترو شعبي، وهو ما يشير إلى النوع الأقدم من موسيقى الشعبي (الشعبي) ("الشعبية"). ومع ذلك، قاوم العديد من فناني المهاراجان هذا التصنيف، حيث يرون موسيقاهم كشيء جديد تمامًا. وقد زعم بعض الفنانين، مثل أوكا وأورتيجا، أن المهرجان أقرب إلى موسيقى الراب/الهيب هوب الأمريكية من الأشكال الموسيقية المصرية الأخرى.يُسجَّل المهرجان عادةً في استوديوهات منزلية مؤقتة، ويتم تداوله عبر منصات مثل يوتيوب أو من خلال أقراص USB. ويُعد هذا النوع مزيجًا من الغناء (غالبًا باستخدام خاصية الضبط التلقائي للصوت)، أو الراب، على إيقاعات إلكترونية مأخوذة من عينات موسيقية، تُكوّن خلفية صوتية صاخبة، نابضة بالحيوية، وسريعة الإيقاع.
ومن بين أشهر فناني المهرجانات: فيجو، السادات، علاء فيفتي سنت، دي جي عمرو هاها (يُكتب أحيانًا 7a7a)، إسلام فانتا، ويزا، وأوكا وأورتيغا.

## المواضيع

### التاريخ القديم
استلهم الفنانون المصريون أعمالهم من التراث الفرعوني الذي يُعد جزءًا حاضرًا بقوة في المشهد المصري، سواء في اللوحات أو العمارة أو المنحوتات. ويُعد الهرم من أبرز الرموز الفرعونية التي يُكثر الفنانون من استخدامها، باعتباره وسيلة قوية للتعبير عن الهوية الوطنية المصرية.
يعتبر موتيف الهرم حاضراً بقوة في أغلب منحوتات المصري، في أعمال الفنان مصطفى عبد المعطي. وهو يمثل في كثير من الأحيان الأهرامات الثلاثة في الجيزة. وهذه طريقة للتأكيد على التأثير القوي للتاريخ المصري القديم على المعاصر.
يُعدّ النيل أيضًا عنصرا متكررًا في الثقافة والمعتقد المصري، فهو يرمزٌ للخصوبة، ويتجلى كثيرا في الفنون المصرية المعاصرة. فكثيرًا ما نجد القصص الأسطورية من مصر القديمة النيل محورًا لها، وكذلك يفعل الفنانون المصريون المعاصرون.

### دِين
يستخدم الجانب الديني كثيرا وبشكل متكرر في الفنون المصرية المعاصرة إما من خلال شكل الخطوط أو وصف القصص والاحداث الإسلامية. ويُعدّ الخط الكلاسيكي مصدر إلهام للعديد من الأعمال الفنية، وقد جعله تطوره عبر العصور موضوعًا ثريًا في الفن المصري المعاصر. في أعمال طه حسين، يدرس الفنان الجانب الجمالي للخط، لا سيما تراكب الحروف المكتوبة بخط غير مقروء.

### المرأة
المرأة من الموضوعات المتكررة في الفن المصري المعاصر. فغالبًا ما تصور إنجي أفلاطون النساء في لوحاتها في أوضاع مختلفة. ما يمثل العبء الذي تتحمله المرأة المصرية منذ طفولتها بسبب نوعها. كانت إنجي أفلاطون معروفة بأنها مناصرة لحقوق المرأة، حيث تناضل من أجل حقوق المرأة من خلال عملها. كذلك جاذبية سري هي فنانة مصرية أخرى محبوبة، حيث جعلتها لوحاتها عن النساء واحدة من أهم الناشطات في مجال حقوق المرأة في المنطقة العربية.

## المؤسسات

### المتاحف
- مركز الجزيرة للفن الحديث
- متحف الفن الحديث في مصر
- متحف الإسكندرية للفنون الجميلة[31]

### مراكز فنية غير ربحية
- منتدى الإسكندرية للفنون المعاصرة (ACAF) : تأسس في مدينة الإسكندرية عام 2005، ويُعد مساحة مستقلة تقدم معارض فنية، ومحاضرات، وندوات، وعروضًا، إلى جانب مكتبة مجتمعية تخصصها في منشورات الفنون المعاصرة. في عام 2008، أطلق المنتدى مهرجان Cleotronica، وهو مهرجان للفنون الإعلامية والثقافة الاجتماعية، يعرض طيفًا واسعًا من المشاريع التي تتراوح بين الفن الافتراضي، والوسائط المتعددة، والتدخلات في الفضاء العام، وصولًا إلى التصميم. وقد تمثّل الهدف من هذا المهرجان في تحدي الحدود التقليدية الفاصلة بين ‘وسائل الإعلام الجديدة’ والفنون التشكيلية.

- أتيليه الاسكندرية : تأسست عام ١٩٣٥، وهي منظمة غير حكومية نشطة في مشهد الفن المصري المعاصر بالإسكندرية، تهدف إلى ربط الفنانين من مختلف الأنواع وإتاحة الفرصة للجمهور للاطلاع على الفن المعاصر. عضو في الرابطة الدولية لبينالي الفنانين الشباب من أوروبا والبحر الأبيض المتوسط. (BJCEM). (بينالي الشباب المبدعين في أوروبا والبحر الأبيض المتوسط).[32]

- درب 1718 :تأسس درب 1718 في عام 2008 ليكون مساحة عرض بديلة في القاهرة، ومنصة داعمة لحركة الفن المعاصر الناشئة في مصر. يركّز المركز على دعم الفنانين الشباب والناشئين، من خلال إتاحة الفرص لهم للتفاعل مع فنانين إقليميين ودوليين مرموقين. كما يستضيف درب 1718 مجموعة متنوعة من البرامج، تشمل مناقشات، وورش عمل، وعروض أفلام، وحفلات موسيقية، إلى جانب مبادرات تعليمية تهدف إلى إشراك المجتمع في الممارسات الفنية المعاصرة.[33] [ صفحة ضروري ]

- جاليري تاون هاوس : تأسس معرض تاون هاوس في عام 1997، وهو اليوم أحد المؤسسات الرائدة في المنطقة للفن المعاصر، بما في ذلك الفنون البصرية وكذلك الأفلام والمسرح والموسيقى. بالإضافة إلى كونها مساحة للعرض والأداء، فإنها تنفذ أيضًا مجموعة واسعة من برامج تنمية المجتمع والنشاطات، فضلاً عن البرامج التعليمية.[33] [ صفحة ضروري ]

- مركز القاهرة للرقص المعاصر : هو مساحة مستقلة مكرّسة لفنون الرقص المعاصر في مصر، ويُعد المدرسة الوحيدة المتخصصة في هذا المجال في إفريقيا ومنطقة الشرق الأوسط وشمال إفريقيا. يقدّم المركز برنامجًا تدريبيًا احترافيًا يمتد لثلاث سنوات، ويستهدف الراقصين الشباب، والفنانين، ومصممي الرقصات، والمعلمين، بهدف تطوير مهاراتهم وتمكينهم من الممارسة الإبداعية على مستوى احترافي.

### المعارض التجارية
عدد الجاليرهات التجارية يتزايد في مصر باستمرار. وفيما يلي بعض الأمثلة :
- استشارات أدسوم الفنية
- جاليري المسار
- فن مصر
- علم الآثار
- محادثات فنية
- درب 1718
- كريم فرانسيس
- جاليري الأقصر للفنون
- جاليري مشربية للفن المعاصر
- جاليري بيكاسو للفنون
- جاليري بيكاسو الشرقي للفنون
- جاليري سفرخان للفنون
- جاليري سماح للفنون
- جاليري TAM المعروف سابقًا باسم معرض Arts-Mart
- جاليري تاون هاوس
- جاليري أوبونتو للفنون
- جاليري الزمالك للفنون

## الفعاليات والمهرجانات والمبادرات
- مهرجان Artbeat: تأسس مهرجان Artbeat في عام 2010، وهو مهرجان سنوي مجاني لمدة ثلاثة أيام يجمع بين الفنون البصرية والموسيقى وورش العمل الفنية المتنوعة من قبل فنانين محليين ودوليين. ويقام المهرجان اليوم في القاهرة والإسكندرية والمنصورة والمنيا.[34]
- مهرجان Di-Egy 0.1: تم إطلاق مهرجان Di-Egy 0.1 في عام 2013، وهو أول مهرجان فني رقمي يقام في القاهرة. يجمع المعرض بين المعرض وورش العمل، ويهدف إلى تحدي الفنانين والجمهور حول مسألة كيف غيرت الإلكترونيات عالم الفن، وخاصة بعد ثورة 25 يناير.[35]
- مهرجان وسط البلد للفنون المعاصرة (دي-كاف) : تأسس هذا المهرجان متعدد التخصصات في عام 2012، ويقدم مجموعة واسعة من معارض الفنون البصرية المستقلة وعروض الأفلام والمسرح والرقص والموسيقى وورش العمل في أماكن مختلفة في جميع أنحاء وسط مدينة القاهرة. يجمع المهرجان فنانين محليين وإقليميين ودوليين، ويسعى إلى ترسيخ مكانة الفن والثقافة في المجتمع المصري المتطور.[36]
- "الحل البديل" هو مهرجان يستمر لمدة ثلاثة أسابيع، تأسس في مارس 2013، ويقدم فعاليات مجانية، من الموسيقى والمسرح والرقص إلى عروض المهرجين والتمثيل الصامت. تم إنشاؤه كرد فعل على إغلاق مسرح الروابط في وسط القاهرة ونقص المساحات الحرة والمستقلة للأداء للفنانين في القاهرة.[37]
- مجموعة محطات: تأسست عام 2011، وهي مبادرة فنية متنقلة متعددة التخصصات تهدف إلى إتاحة الفن المعاصر وتحقيق اللامركزية فيه من خلال تطوير الفن في الفضاء العام والمشاريع الفنية المجتمعية في جميع أنحاء مصر.[38]
- كايروترونيكا[39] : تأسس كمهرجان القاهرة للفنون الإلكترونية والإعلام الجديد، وهو مهرجان نصف سنوي تأسس في عام 2016 يعرض فناني الإعلام الجديد الناشئين والراسخين ويقدم تجارب تعليمية تحويلية.
- معرض شيء آخر : مبادرة فنية معاصرة مستقلة غير ربحية تهدف إلى دعم الفن المعاصر المصري والعالمي، وهو حدث فني دولي يتكون من معارض فنية وعروض فنية وأفلام وورش عمل متنوعة وفن الشارع ومحادثات ومحاضرات يقدمها فنانون وخبراء فنيون محليون ودوليون في مساحات فنية وثقافية متنوعة في القاهرة.

## تعليم
- أكاديمية الفنون
- قسم الفنون بالجامعة الأمريكية بالقاهرة
- معرض تاون هاوس
- مركز القاهرة للرقص المعاصر - أول مدرسة للرقص المعاصر في أفريقيا والعالم العربي